# خانق بليد ريفر

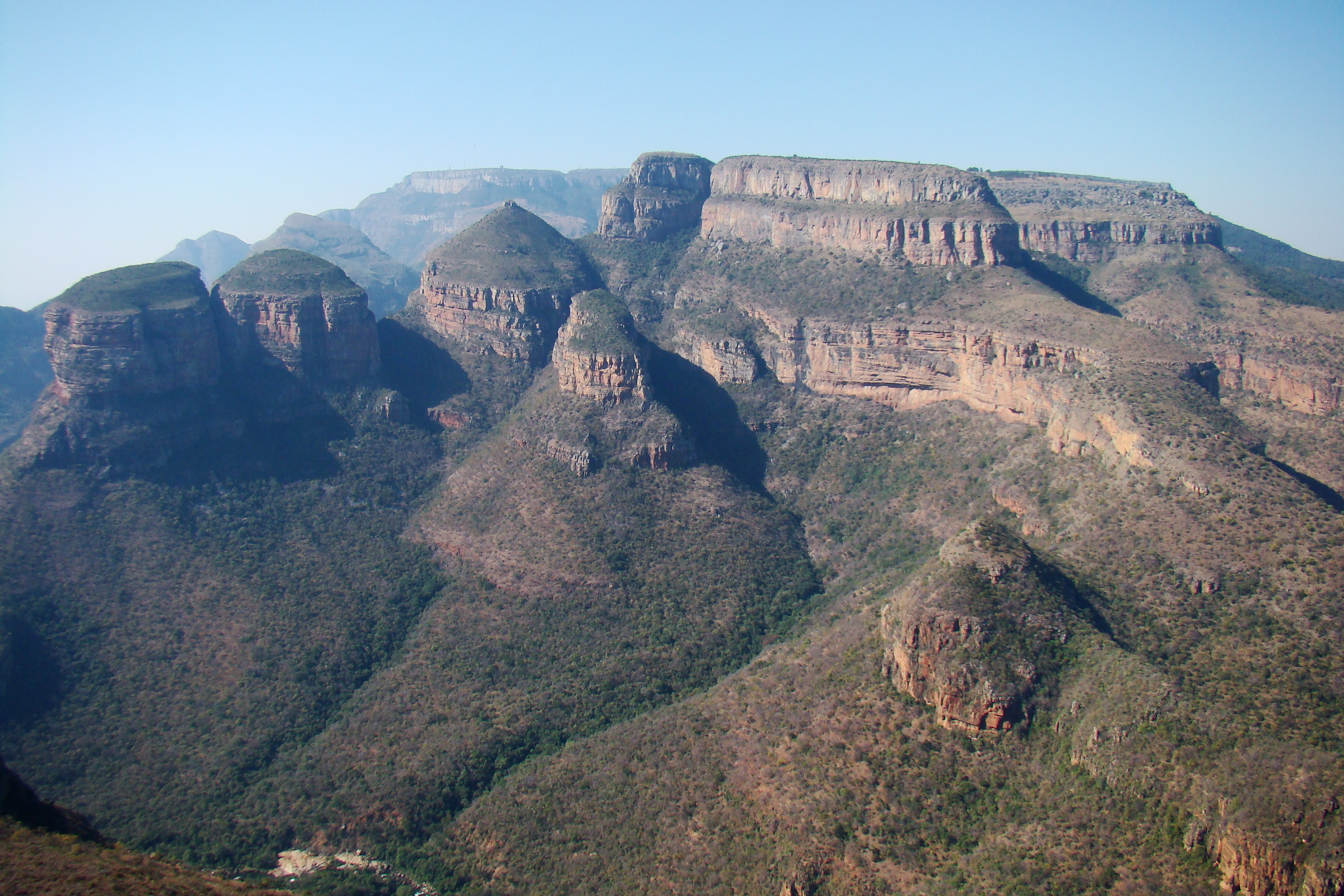
أخدود بليد ريفر.

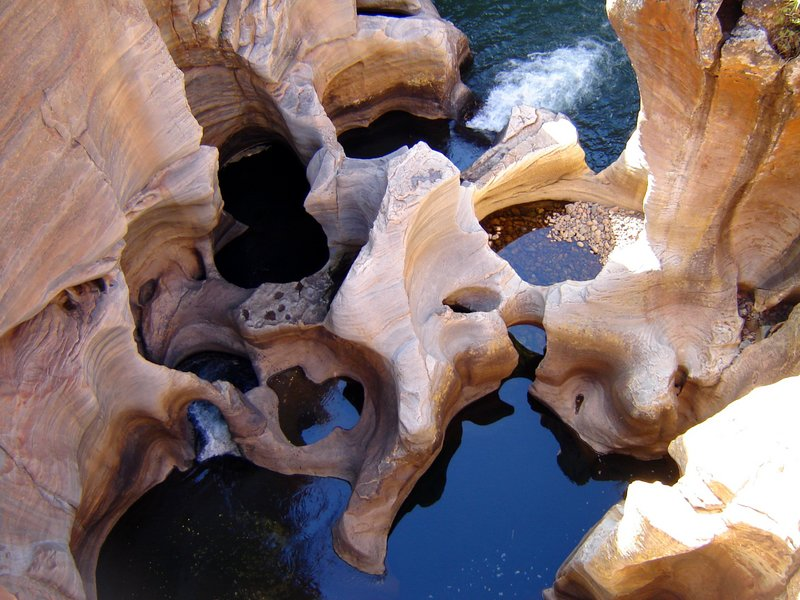
بورك لوكس بوتولز.

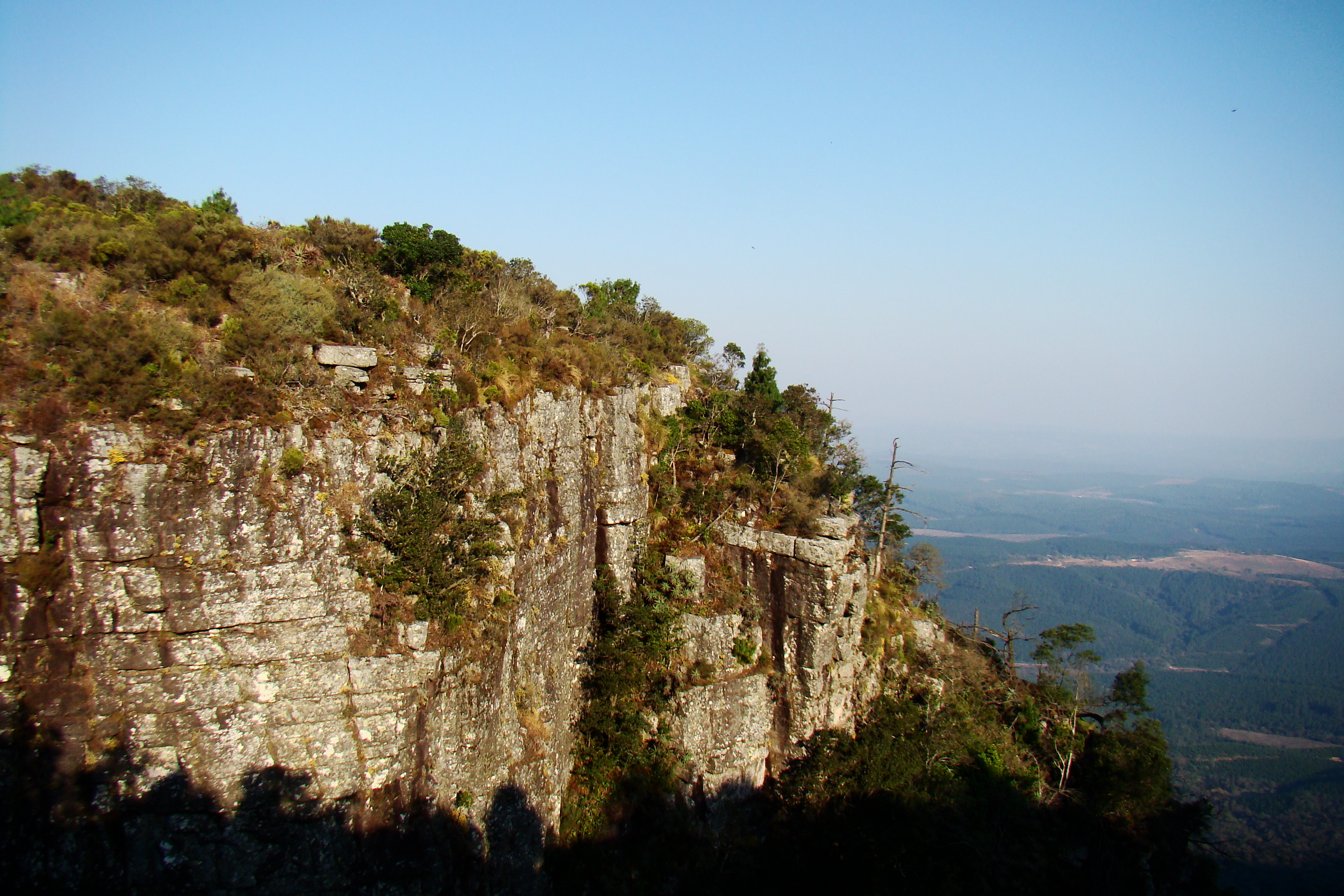
أخدود بليد ريفر.

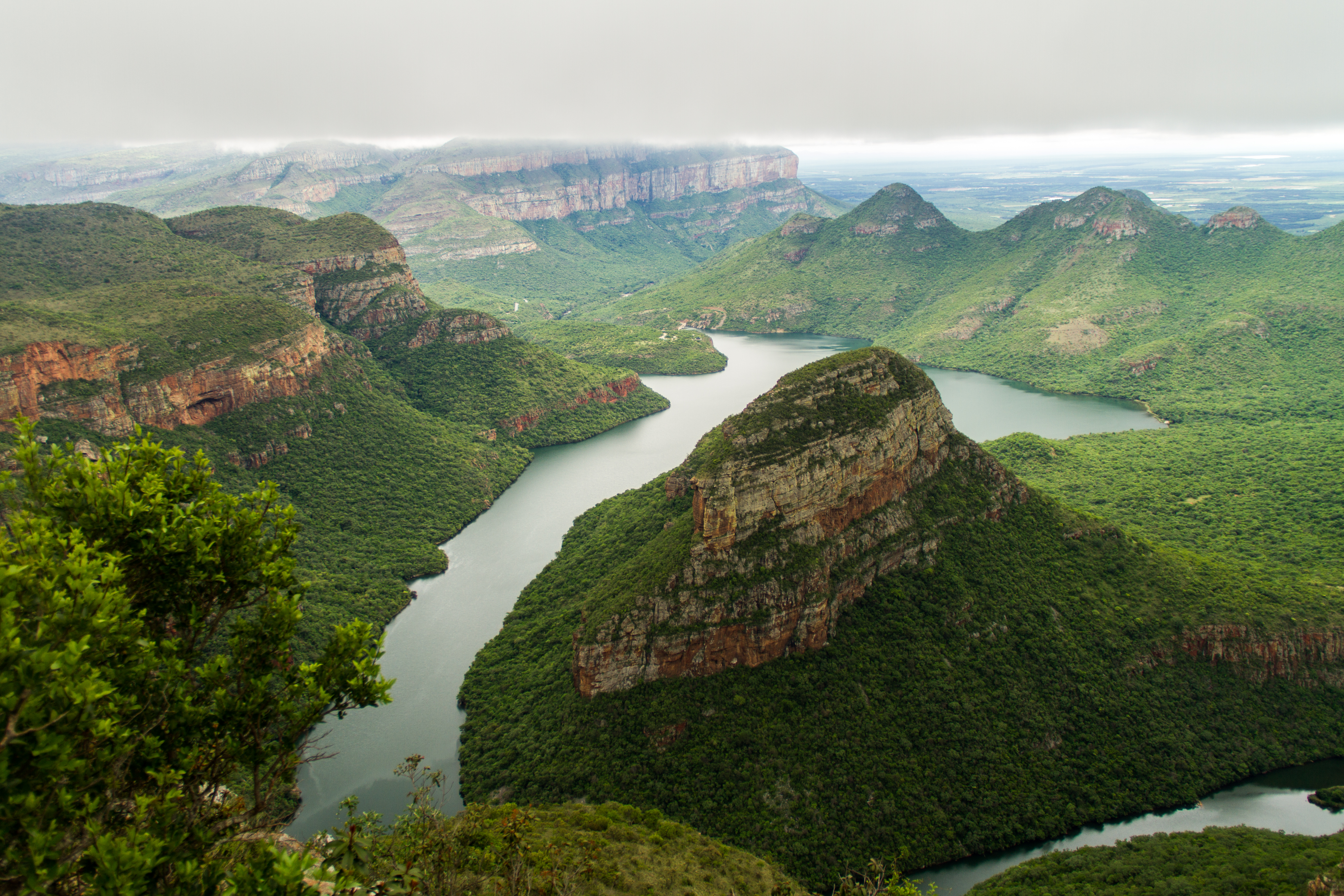
رؤية شاملة لأخدود بليدريفر.

خانق بليد ريفر (بالإنجليزية: Blyde river canyon)‏ هو أخدود يمتد بطول 26 كيلومتر ويبلغ عمقه نحو 800 متر بجنوب أفريقيا. أغلب صخور أخدود بليد ريفر من الحجر الرملي. يوجد هذا الاخدود بالقرب من جوهانسبرغ في شمالها الشرقي، على طريق يسمى «بانوراما رووت» أي طريق المشهد. يعد أخدود بليد ريفر أحد عجائب أفريقيا الطبيعية.
يمر خلال اخدود بليد ريفر أحد الأنهار مسمى باسمه وهو نهر بليد ويبدأ عند «بوركيس لاك بوتهولز»
أحد المعالم التي يحب زيارتها السياح هي منطقة صخرية تسمى «روندافيلس» بمعنى «الأكواخ المستديرة» وهي عبارة عن صخور شبه كروية، تشبه في منظرها أكواخ الأفارقة القاطنين هناك.